# مكتبة لينرت ولاندروك
مكتبة لينرت ولاندروك (Lehnert & Landrock bookshop) أسسها ارنست هاينريش اندروك سنه 1924 حالياًهي أقدم مكتبة على الإطلاق أسسها اجانب في مصر باقية لغاية اليوم في منطقة وسط القاهرة بشارع شريف.
مكتبة لينرت ولاندروك أهم مكتبة مصرية في كتب الفن القديم والحديث والمعاصر، باللغات الإنجليزية والفرنسية والألمانية، وأعمال (رودلف لينرت) الفوتوغرافية النادرة .وتحتفظ المكتبة بفوتوغرافيا التاريخ المصري قبل 100 سنة
احتفلت الجامعة الأمريكية بالقاهرة، بمرور 100 سنه على تأسيس أول مكتبة في مصر والشرق تتخصص في طباعة ونشر وبيع الصور الفوتوغرافية لمصر.

## وصلات خارجية
- «لينرت ولاندروك» سحر الشرق بعيون أوروبية نسخة محفوظة 14 سبتمبر 2008 على موقع واي باك مشين.